# Epilampra testacea
Epilampra testacea är en kackerlacksart som beskrevs av Brunner von Wattenwyl 1865. Epilampra testacea ingår i släktet Epilampra och familjen jättekackerlackor. Inga underarter finns listade i Catalogue of Life.